# Holton, Somerset
Holton är en ort och civil parish  i Storbritannien.   Den ligger i grevskapet Somerset och riksdelen England, i den södra delen av landet, 170 km väster om huvudstaden London. Holton ligger 110 meter över havet och antalet invånare är 238.
Terrängen runt Holton är platt. Runt Holton är det ganska tätbefolkat, med 108 invånare per kvadratkilometer. Närmaste större samhälle är Yeovil, 17,0 km sydväst om Holton. Trakten runt Holton består till största delen av jordbruksmark.